# Ak-Dowurak
Ak-Dowurak (ros. Ак-Довурак) – miasto poprzemysłowe w autonomicznej republice Tuwa, w azjatyckiej części Federacji Rosyjskiej.

## Informacje ogólne
Miasto leży nad rzeką Chiemczik, będącą lewym dopływem Jeniseju. Znajduje się w odległości 301 km na zachód od stolicy republiki – Kyzyłu oraz 450 km od Abakanu – stolicy Chakasji. Leży na 46. kilometrze trasy A162, miejski kod OKATO to 93403 Obok Kyzyłu i Czadanu Ak-Dowurak jest jednym z trzech głównych ośrodków miejskich w Tuwie, posiada status miasta wydzielonego i nie jest stolicą żadnego kożuunu.

## Etymologia
Miasto zostało założone w 1964 jako osiedle dla robotników pracujących w zakładach produkcji azbestu „Tuwaasbest” (ros. „Туваасбест”), obecnie nieczynnych. Od azbestu produkowanego w tych zakładach pochodzi nazwa miasta, która w języku tuwińskim oznacza „białą ziemię”.

## Demografia
Według spisu ludności z 1989 miasto zamieszkiwało 15 191 mieszkańców. Spis z 2002 przyniósł spadek ludności do poziomu 12 965 mieszkańców, a kolejny spis z 2009 określił liczbę mieszkańców na 14 371.
| 1959 | 1970 | 1979   | 1989   | 2002   | 2008   | 2009   |
| ---- | ---- | ------ | ------ | ------ | ------ | ------ |
| 2200 | 9600 | 13 200 | 15 191 | 12 965 | 14 118 | 14 371 |